# Linea E (metropolitana di Buenos Aires)
La linea E della metropolitana di Buenos Aires è una linea di metropolitana che serve la capitale argentina Buenos Aires. Corre da Plaza de Mayo, attraversando la zona del Microcentro, fino al quartiere Flores, dove vi è l'intercambio con la Linea E2, chiamata anche Premetro o Linea P. Venne aperta al pubblico il 20 giugno 1944.

## Storia

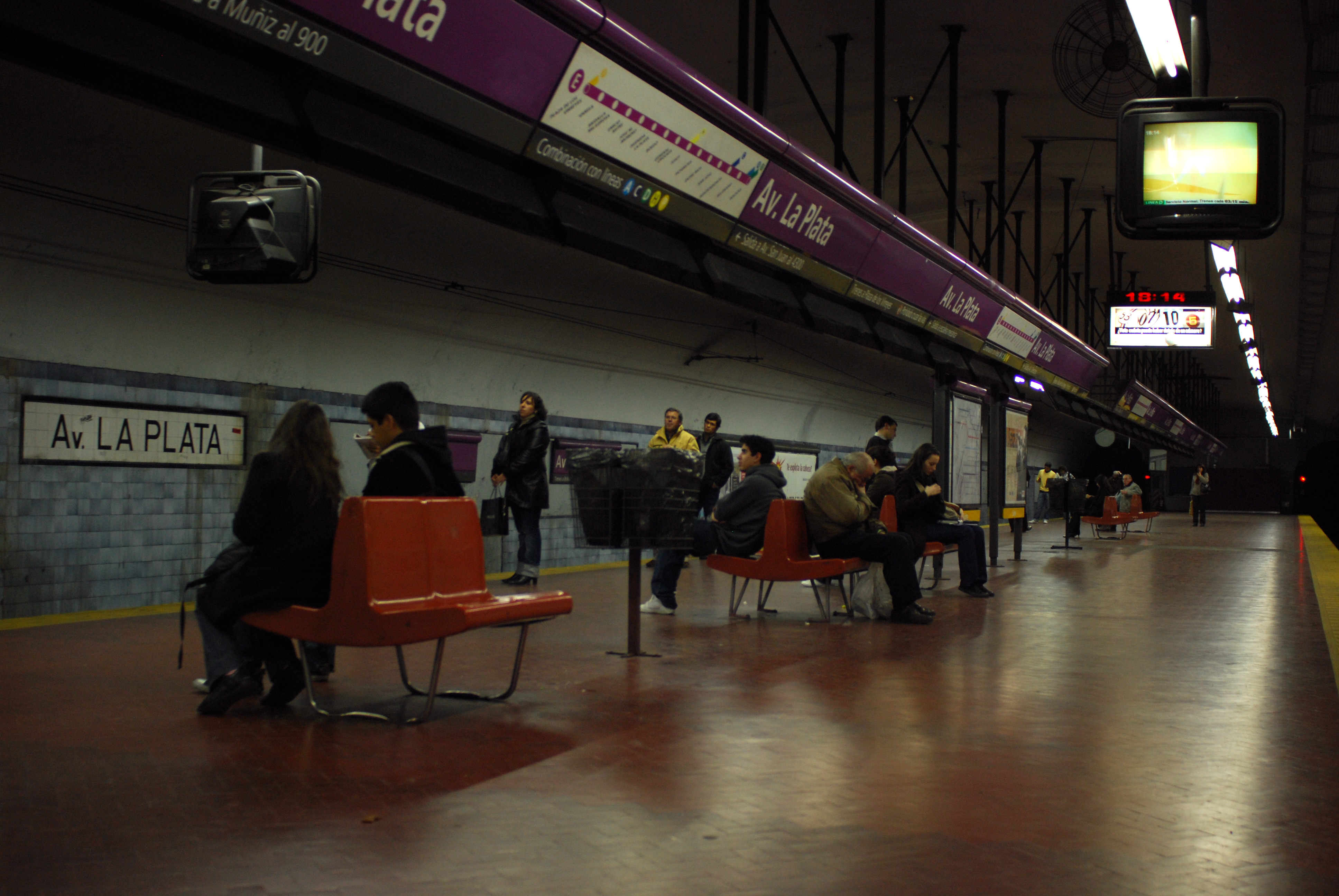
La stazione di Avenida La Plata

La costruzione di questa linea è avvenuta in diverse fasi. I lavori iniziarono nel 1938 e il primo tratto lungo 3,08 km, tra Boedo ed Entre Ríos fu inaugurato il 20 giugno 1944, per arrivare sei mesi dopo ad una battuta d'arresto. I lavori ripresero successivamente e portarono ad una modificata del percorso. La modifica del tracciato portò alla chiusura di una stazione, San José Vieja, che divenne chiusa e divenne stazione fantasma. La linea venne prolungata oltre di due attuali capolinea: fino a Bolívar e fino a Avenida La Plata. Con questa seconda tratta la linea raggiunse i 7,4 km di lunghezza.
La fase successiva è stata inaugurata l'inaugurazione, il 23 giugno del 1973, quando la linea è stata estesa fino alla stazione di José María Moreno. Le ultime due fasi si ebbero nel 1985 e nel 1986 quando vennero aperte rispettivamente le stazioni di Emilio Mitre, Medalla Milagrosa, Varela e Plaza de los Virreyes.
Nel 2007 sono iniziati i lavori di costruzione del segmento Bolívar-Retiro. Il tunnel è stato terminato nel 2010, ma non furono appaltate le opere di completamento per la costruzione della linea vera e propria, a causa di contrasti sulla gestione tra governo della città e governo nazionale.  Nel febbraio 2016 è stato annunciato che i lavori riprenderanno per venir completati nel 2018.
Il 3 giugno 2019 è stato inaugurato il nuovo tratto per Retiro lungo 2 km. Nella medesima occasione sono state aperte al traffico le stazioni di Correo Central, Catalinas e Retiro.

## Caratteristiche tecniche
La linea è elettrificata tramite linea aerea con tensione a 1500 volt a corrente continua, così come la Linea C e la Linea D.
È composta in totale da 15 stazioni e si estende per 9,6 km. Trasporta più di 104.000 passeggeri al giorno.

## Stazioni
Nell'elenco che segue, a fianco ad ogni stazione, sono indicati i servizi presenti e gli eventuali interscambi ferroviari:

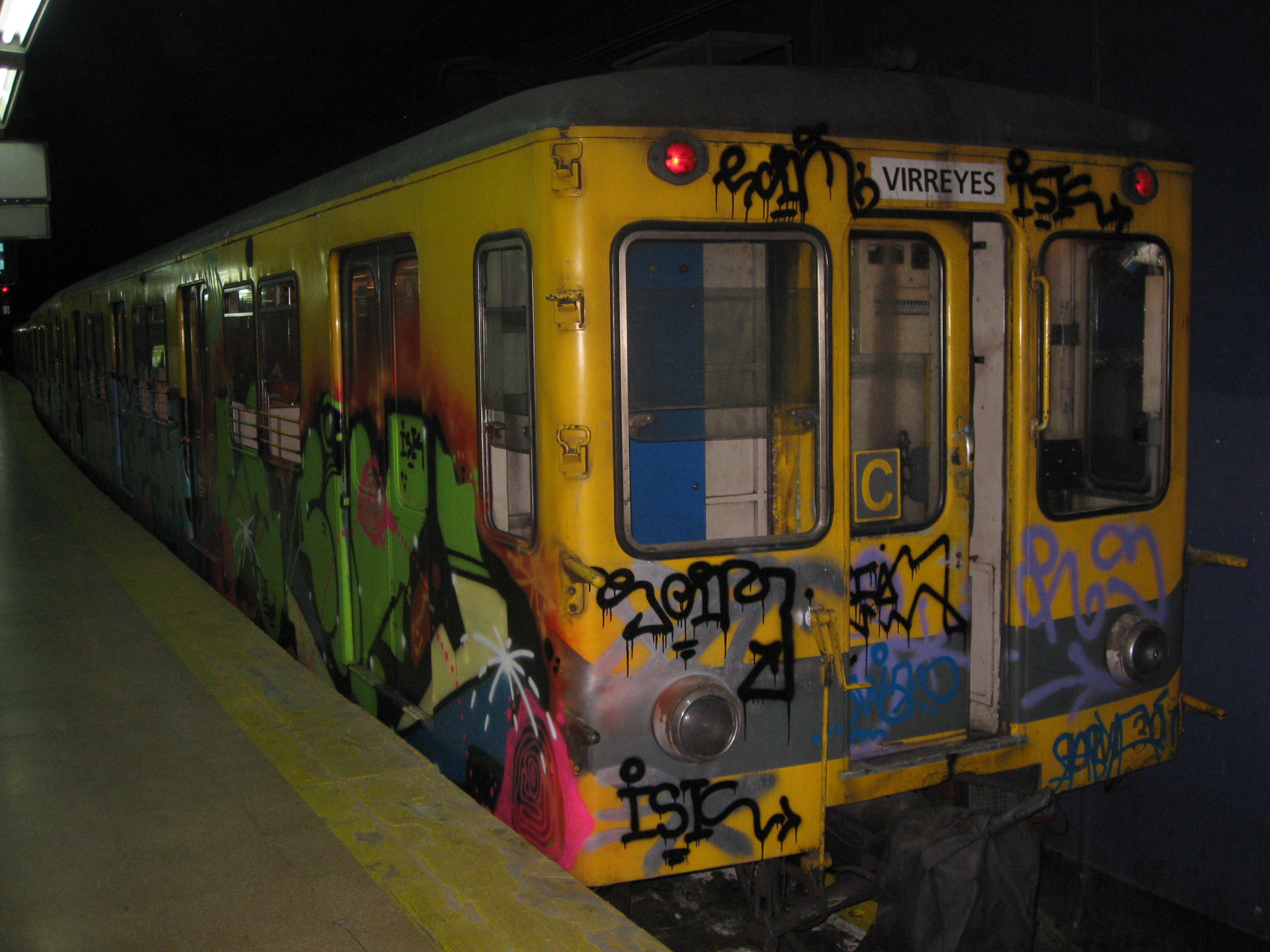
Treno della Linea E

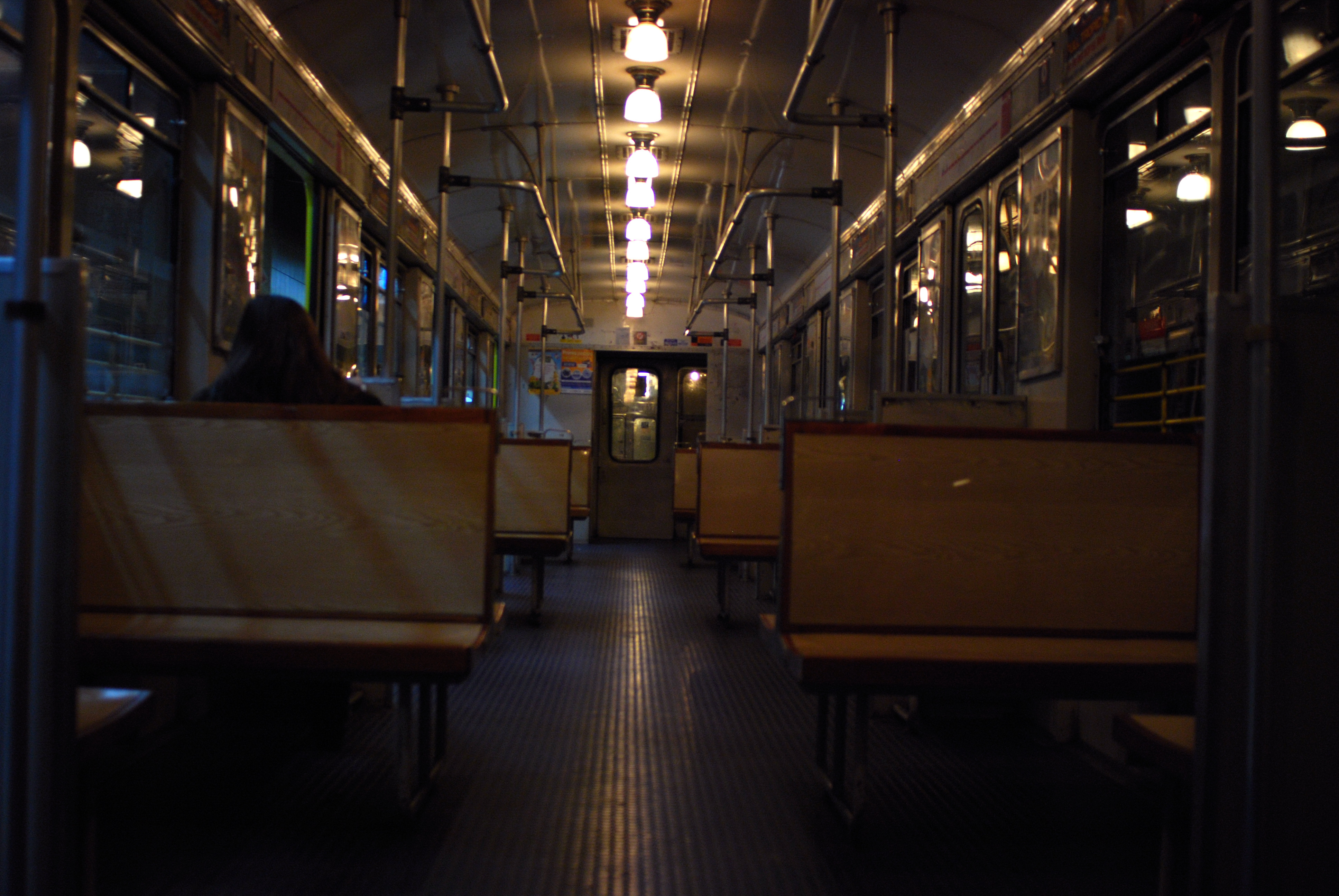
L'interno dei treni

| Fermata                         | Apertura         | Interscambi | Note |
| ------------------------------- | ---------------- | ----------- | ---- |
| Retiro                          | 3 giugno 2019    |             |      |
| Catalinas                       | 3 giugno 2019    |             |      |
| Correo Central                  | 3 giugno 2019    |             |      |
| Bolívar                         | 24 aprile 1966   |             |      |
| Belgrano                        | 24 aprile 1966   |             |      |
| Independencia                   | 24 aprile 1966   |             |      |
| San José                        | 24 aprile 1966   |             |      |
| Entre Ríos-Rodolfo Walsh        | 20 giugno 1944   |             |      |
| Pichincha                       | 20 giugno 1944   |             |      |
| Jujuy                           | 20 giugno 1944   |             |      |
| General Urquiza                 | 20 giugno 1944   |             |      |
| Boedo                           | 9 luglio 1960    |             |      |
| Avenida La Plata                | 24 aprile 1966   |             |      |
| José María Moreno               | 23 luglio 1973   |             |      |
| Emilio Mitre                    | 7 ottobre 1985   |             |      |
| Medalla Milagrosa               | 27 novembre 1985 |             |      |
| Varela                          | 31 ottobre 1985  |             |      |
| Plaza de los Virreyes-Eva Perón | 8 maggio 1986    |             |      |

## Stazione fantasma
La stazione San José Vieja è una stazione fantasma della Linea E che venne chiusa quando il tracciato venne modificato in seguito ai lavori di prolungamento fino alla stazione di Bolivar.